# Harry P. Storke

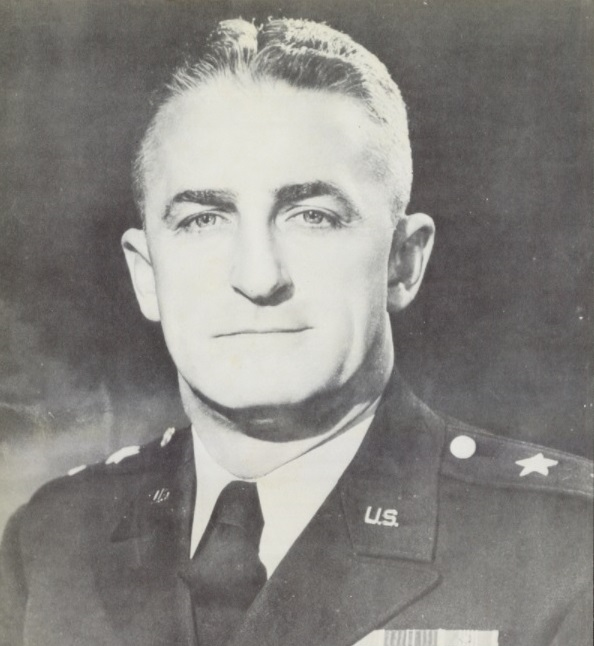
Harry P. Storke

Harry Purnell Storke (* 8. März 1905 in Baltimore, Maryland; † 4. oder 11. Dezember 1985 in Richmond, Virginia) war ein Generalleutnant der United States Army. Er war unter anderem Kommandeur der 9. Infanteriedivision und des I. Korps.
Harry Storke war ein Sohn von Richard William Storke und dessen Frau Laura Belle Taylor. In den Jahren 1922 bis 1926 besuchte er die United States Military Academy in West Point. Nach seiner Graduation wurde er als Leutnant in das Offizierskorps des US-Heeres aufgenommen. In der Armee durchlief er anschließend alle Offiziersränge vom Leutnant bis zum Drei-Sterne-General.
Im Lauf seiner militärischen Karriere absolvierte er verschiedene Kurse und Schulungen. Dazu gehörte unter anderem das National War College. In seinen jüngeren Jahren versah er den für Offiziere in den niederen Rangstufen üblichen Dienst in unterschiedlichen Einheiten und Standorten. Dazu gehörten auch Aufgaben als Stabsoffizier in verschiedenen Hauptquartieren. Zwischen 1939 und 1943 war er Dozent für das Fach Englisch an der Militärakademie in West Point. In diese Zeit fiel der Eintritt der Vereinigten Staaten in den Zweiten Weltkrieg.
In der Folge wurde Storke zum II. Korps versetzt, wo er in den Jahren 1943 bis 1945 als Artillerieoffizier eingesetzt war. Das Korps hatte kurz vor Storkes Zeit bei diesem Großverband an der Landung der Alliierten in Nordafrika teilgenommen. Dann war es bereits zu Storkes Zeiten am Afrikafeldzug der Alliierten einschließlich des Tunesienfeldzugs beteiligt. Es folgten die Landung auf Sizilien und der Italienfeldzug. Im Oktober 1945 wurde das Korps in Österreich deaktiviert.
Nach einer zwischenzeitlich anderen Verwendung wurde Harry Storke im Jahr 1949 Mitglied in einem NATO-Stab (United States Staff Standing Group, NATO). Dort verblieb er bis zum Jahr 1951. Anschließend erhielt er im Jahr 1952 für einige Monate das Kommando über das Camp Desert Rock in Nevada, einen Stützpunkt der United States Atomic Energy Commission. Anschließend wurde er nach Europa zum United States European Command versetzt, wo er in dessen J3-Stabsabteilung für Operationen tätig war. In den Jahren 1954 bis 1956 leitete er die G4-Stabsabteilung für Logistik und Nachschub von USAREUR in Heidelberg.
Daran schloss sich eine Versetzung nach Fort Carson in Colorado zur 9. Infanteriedivision an. Zwischen Juni 1956 und September 1957 war er deren Kommandeur. Nach einer weiteren Verwendung erhielt er, inzwischen im Rang eines Generalleutnants, das Kommando über das I. Korps, das er als Nachfolger von Thomas J. H. Trapnell zwischen dem 15. August 1959 und dem 16. Juli 1960 innehatte. Sein letzter militärischer Auftrag führte ihn im Jahr 1960 in die Türkei, wo er bis 1961 das dort angesiedelte NATO-Hauptquartier für Südosteuropa leitete. Dann trat er in den Ruhestand.
Zwischen 1962 und 1969 war Harry Storke Präsident des Worcester Polytechnic Institute. Zwischenzeitlich studierte er im Jahr 1964 auch noch Jura. Er starb im Dezember 1985 in Richmond und wurde auf dem Nationalfriedhof Arlington beigesetzt.

## Orden und Auszeichnungen
Harry Storke erhielt im Lauf seiner militärischen Laufbahn unter anderem folgende Auszeichnungen:
- Army Distinguished Service Medal
- Legion of Merit
- Order of the British Empire (Großbritannien)
- Kriegskreuz (Frankreich)
- Medaille de la Reconnaissance (Frankreich)